# 頒布
| ウィキペディアには「頒布」という見出しの百科事典記事はありません（タイトルに「頒布」を含むページの一覧/「頒布」で始まるページの一覧）。 代わりにウィクショナリーのページ「頒布」が役に立つかもしれません。 |

広く配ることを指す。
オープンソースソフトウェアライセンスの Distribution（ディストリビューション）の訳語として配布または頒布が使用されることがある。また頒布によって受領したソフトウェアを再び配布・頒布することを再配布または再頒布ということがある。